# Fortbildungsakademie der Wirtschaft
Die Fortbildungsakademie der Wirtschaft (FAW) gGmbH mit Sitz in Köln ist eine gemeinnützige Einrichtung der Erwachsenenbildung mit 34 Akademien und über 250 Standorten in 12 Bundesländern. Im Unternehmen sind über 2.485 Mitarbeiter (Festangestellte inkl. geringfügig Beschäftigte und Auszubildende. Stand: Mai 2024) beschäftigt.
Die Gesellschafter der 1986 gegründeten FAW sind die "Berufliche Fortbildungszentren der Bayerischen Wirtschaft (bfz) gGmbH" zu 90 Prozent und das "Institut der deutschen Wirtschaft" zu 10 Prozent. Als "Tochter der Beruflichen Fortbildungszentren der Bayerischen Wirtschaft (bfz) gGmbH" ist die FAW Teil des Bildungswerks der Bayerischen Wirtschaft.
Die FAW unterstützt die aktive Arbeitsmarktpolitik durch die bedarfsgerechte Weiterbildung und Qualifizierung zur Vermittlung in den ersten Arbeitsmarkt. Oberstes Ziel der Dienstleistungsangebote ist die Vermittlung in den 1. Arbeitsmarkt oder die langfristige Sicherung des bestehenden Arbeitsplatzes.
Die FAW gGmbH ist nach DIN EN ISO 9001:2015 zertifiziert und nach AZAV (Akkreditierungs- und Zulassungsverordnung Arbeitsförderung) anerkannter Träger.

## Geschäftsfelder
Ambulante berufliche Rehabilitation, Berufliche Erstausbildung von Jugendlichen mit Behinderung, Berufliche Rehabilitation und Berufliche Trainingszentren (BTZ) für Menschen mit seelischen Behinderungen bzw. psychischen Erkrankungen, Berufsvorbereitung und -ausbildung, Beschäftigtentransfer, Betriebliches Gesundheitsmanagement (BGM) und Kompetenzzentren BGM, Lehrgänge, Fachkräftesicherung, Inklusionshotel, Interkulturelle Qualifizierung, Jugendmaßnahmen, Reha-Management, Tagestrainingszentren (TTZ) und Kompetenzzentren für Menschen mit erworbenen Hirnschädigungen, Unterstützte Beschäftigung (UB), Vermittlung in den ersten Arbeitsmarkt